# Jan Lechowski
Jan Lechowski (ur. 15 października 1904 w Warszawie, zm. 13 maja 1995 w Boboszowie) – polski rugbysta, trener, nauczyciel.

## Życiorys
Ukończył studia w Centralnym Instytucie Wychowania Fizycznego w Warszawie oraz w Centralnym Instytucie Gimnastyki w Sztokholmie. W latach 1921–1927 był zawodnikiem rugby. W latach 1936–1939 uczył gimnastyki w I Państwowym Gimnazjum i Liceum im. Stefana Batorego, był propagatorem gimnastyki zwanej „szwedzką”, inicjatorem międzynarodowych zawodów szkolnych, w 1939 zorganizował wyprawę do Szwecji morskim jachtem Zawisza Czarny.
W czasie okupacji walczył w szeregach Armii Krajowej.
W latach 1945–1948 był wizytatorem w Kuratorium Okręgu Szkolnego w Gdańsku, w latach 1949–1952 adiunktem na Akademii Wychowania Fizycznego w Warszawie, w latach 1950–1974 zastępcą, a później kierownikem Studium Wychowania Fizycznego na Uniwersytecie Warszawskim. Był również kierownikiem Ośrodka Metodyczno-Naukowego w Warszawie dla nauczycieli wf.

## Ordery i odznaczenia
- Srebrny Krzyż Zasługi (1948)[1]
- Złoty Krzyż Zasługi (1962)[1]
- Medal 10-lecia Polski Ludowej (1955)[1]
- Złota Odznaka AZS (1955)[1]
- Odznaka „Zasłużony Działacz Kultury Fizycznej” (1961)[1]
- Odznaka 1000-lecia Państwa Polskiego (1966)[1]
- Odznaka Stulecia Sportu Polskiego (1969)[1]